# Пальяс, Херонимо
Херонимо Пальяс (исп. Geronimo Pallas; 1594, Реджо-ди-Калабрия, Калабрия — 3 августа 1670, Лима) — хронист ордена иезуитов, автор рукописи о путешествии в Перу.

## Биография
Родился Пальяс в «Rixoles» или калабрийском Реджо в 1594 году.

### Обучение
Херонимо Пальяс вступил в Орден Иезуитов в 1610 году в возрасте 17 лет и спустя 7 лет его выбрали для отправки в экспедицию, организованную в Риме Прокуратором Томасом Васкесом.

## Произведения и работы
- «Misión a las Indias con Advertencias para los Religiosos de Europa, que la hubieran de emprender, como primero se verá en la historia de un viaje y después en discurso», 1620

Написано это произведения с 1617 по 1620 годы, как только он прибыл в Перу. Значительную часть книги составляет описание путешествия группы иезуитов из различных регионов Европы в вице-королевство Перу. Составление книги было ему поручено Главой Ордена Муцио Виталески. Невзирая на завершение работы и возвращение в Рим для её публикации, по неизвестным причинам ему было отказано и она не была издана до 2008 года.
В итальянском архиве ARSI сохранилось письмо от 25 февраля 1621 года, в котором Муцио Виталески пишет отцу Хуану де Фриас Эрран в Перу о том, что «книга монаха Херонимо Пальяс, озаглавленная „Misión de Europa a las Indias“, будет просмотрена и я приму решение».
Рукопись состоит из пяти книг и 445 страниц, куда входят также 10 страниц содержания и 17 страниц без нумерации. В Римском Архиве Общества Иезуитов (ARSI) она находится в каталоге: sigla Perú 22.
Книга Пальяса позволяет увидеть по иному вице-королевство Перу в начале XVII века. Эта книга более чем сборник советов миссионерам, она освящает и ряд важных проблем. Благодаря своему юному возрасту Пальяс часто допускает в тексте некорректные политические «ляпсусы», простодушную откровенность и юмор, чем позволяет по-другому взглянуть на историю Перу.
Книга первая касается проблемы возрождения языческих практик среди перуанских индейцев на протяжении первых лет XVII века, и он излагает опробованные средства для борьбы с ними.
Во второй книге хронист сообщает о своём путешествии и сотоварищах по путешествию из Севильи в Панаму. Эта книга содержит также информацию о Картахене, её флоре и фауне.
Третья книга описывает навигацию из Панамы до перуанского города Пайта, места, где миссионеры разделились на группы, одна продолжила путь сушей в Лиму, вторая — по морю. Также в книге описывается Перу и его города: Куско, Лима, Арекипа, Санта-Крус-де-ла-Сьерра, Потоси и некоторые иезуитские миссии.
Книги IV и V посвящены полезным советам европейским священнослужителям, задумавшим принять участие в миссионерстве в Индиях.